# LO Holding
Die LO Holding Lausanne-Ouchy S.A. war eine Schweizer Immobiliengesellschaft mit Sitz in Lausanne. Sie konzentrierte sich auf die Entwicklung von Überbauungen sowie die Bewirtschaftung von Geschäfts- und Wohnliegenschaften, insbesondere im Stadtteil Flon im Lausanner Stadtzentrum, wo das Unternehmen historisch bedingt stark verankert war. Die LO Holding war an der Schweizer Börse SIX Swiss Exchange kotiert und besass Immobilien im Wert von 341 Millionen Schweizer Franken. Das Unternehmen schloss sich im Jahr 2009 mit der Mobimo Holding AG zusammen, die seither 100 Prozent der Aktien hält.

## Geschichte
Das Unternehmen hat seine Wurzeln in der 1874 gegründeten Eisenbahngesellschaft Compagnie du chemin de fer Lausanne-Ouchy et des eaux de Bret. Diese hatte zum Zweck, im industriell aufstrebenden Gebiet des damaligen Flusstales des Flon den Personen- und Warentransport zwischen dem Hafen von Ouchy, dem Bahnhof der damaligen Jura-Simplon-Bahn und der Place Saint-François im Lausanner Stadtzentrum sicherzustellen. Die Eisenbahngesellschaft gelangte so in den Besitz umfangreicher Grundstücke im damaligen Flusstal. In der Folge wurde der Fluss zugeschüttet bzw. kanalisiert, um auf der entstandenen Ebene Gleise zu verlegen und einen Güterbahnhof und Lagerhäuser anzusiedeln. 
Das Gebiet entwickelte sich in der ersten Hälfte des 20. Jahrhunderts zum wichtigsten Güterumschlagplatz der Region Lausanne mit umfangreichen Lagerhausanlagen. Die ehemalige Eisenbahngesellschaft entwickelte sich dabei immer mehr zur Verwalterin der dort entstandenen Immobilien, die sie schrittweise erwarb, womit sie zu einer der grössten Grundstückbesitzerin der Stadt wurde. 
Mit der geringer werdenden Nachfrage nach Lagerflächen in der Flon-Senke verlor der Güterbahnhof und das Lagerareal ab 1950 kontinuierlich an Bedeutung. Die immer mehr leerstehenden Lagerhäuser wurden bis in die späten 1990er Jahre zu Büroflächen oder für andere Zwecke umgenutzt. So siedelten sich im Viertel Musiker, Maler, Galerien, kleine Geschäfte, Kulturlokale und Diskotheken wie der weit über Lausanne bekannte MAD Club an, was die Flon-Senke zu einer beliebten Ausgehmeile machte. 
In der Zwischenzeit wurde 1979 der Güterbahnhof ganz stillgelegt. 1984 trennte sich die Compagnie du chemin de fer Lausanne-Ouchy auch vom Transportgeschäft, das von den städtischen Verkehrsbetrieben übernommen wurde. Die Gesellschaft änderte damit auch ihren Namen in LO Holding Lausanne-Ouchy S.A. und konzentriert sich seither auf die Entwicklung und Verwaltung ihres Immobilienbesitzes.
1999 wurden mit der Stadt Lausanne die Gestaltungspläne für das Flon-Areal besiegelt. In der Folge baute die LO Holding die, nun zum Teil unter Denkmalschutz stehenden, Industriebauten um und erstellte auf dem Areal mehrere Überbauungen, darunter ein 925-plätziges Parkhaus sowie ein Kinokomplex mit sieben Sälen und 1'800 Plätzen.